# Чемпіонат Європи з боротьби 2001
2001 року чемпіонат Європи з греко-римської боротьби серед чоловіків проходив у травні в Стамбулі (Туреччина), а чемпіонати Європи з вільної боротьби серед чоловіків і серед жінок — у квітні в Будапешті (Угорщина).

## Медалісти

### Греко-римська боротьба (чоловіки)
| Вага      | Золото                 | Срібло            | Бронза               |
| до 54 кг  | Борис Радкевич         | Еркан Їлдиз       | Даріуш Яблонський    |
| до 58 кг  | Петр Швегла            | Іраклій Чочуа     | Маріан Санду         |
| до 63 кг  | Шереф Ероглу           | Темур Техумов     | Влодзімеж Завадський |
| до 69 кг  | Олександр Доктуришвілі | Михайло Іванченко | Мовсес Карапетян     |
| до 76 кг  | Олексій Мішин          | Ара Абрахамян     | Назмі Авлуджа        |
| до 85 кг  | Гамза Єрлікая          | Марцин Лєткі      | Олександр Дараган    |
| до 97 кг  | Олександр Безручкін    | Алі Моллов        | Петру Судуряк        |
| до 130 кг | Міхай Деак-Бардош      | Фатіх Бакір       | Сергій Мурейко       |

### Вільна боротьба (чоловіки)
| Вага      | Золото            | Срібло            | Бронза               |
| до 54 кг  | Геннадій Тулбя    | Аміран Карданов   | Армен Мкртчян        |
| до 58 кг  | Жолт Банкуті      | Василь Федоришин  | Олександр Карницький |
| до 63 кг  | Серафим Барзаков  | Сослан Томаєв     | Отар Тушишвілі       |
| до 69 кг  | Ахмет Гюльхан     | Ірбек Фарнієв     | Ніколай Пасларь      |
| до 76 кг  | Бувайсар Сайтієв  | Мирослав Готчев   | Арпад Ріттер         |
| до 85 кг  | Сажид Сажидов     | Давид Бічинашвілі | Бейбулат Мусаєв      |
| до 97 кг  | Ельдар Куртанідзе | Гіоргі Гогшелідзе | Олександр Шемаров    |
| до 130 кг | Давид Мусульбес   | Алекс Модебадзе   | Свен Тіле            |

### Вільна боротьба (жінки)
| Вага     | Золото                   | Срібло              | Бронза               |
| до 46 кг | Інга Карамчакова         | Ірина Мельник       | Камелія Цекова       |
| до 51 кг | Софія Помпоріду          | Наталія Гущина      | Альона Карейча       |
| до 56 кг | Тетяна Лазарєва          | Іда-Тереза Нерелл   | Константина Цибанаку |
| до 62 кг | Малгожата Басса-Рогуська | Наталія Іванова     | Лене Онес            |
| до 68 кг | Наталія Гаврилова        | Ліз Гольо-Легран    | Аніта Шетцле         |
| до 75 кг | Едіта Вітковська         | Світлана Мартиненко | Ніна Енгліх          |

## Розподіл нагород
| Місце  | Країна    | Золото | Срібло | Бронза | Загалом |
| ------ | --------- | ------ | ------ | ------ | ------- |
| 1      | Росія     | 7      | 8      | 0      | 15      |
| 2      | Туреччина | 3      | 2      | 1      | 6       |
| 3      | Грузія    | 2      | 2      | 1      | 5       |
| 4      | Польща    | 2      | 1      | 2      | 5       |
| 5      | Угорщина  | 2      | 0      | 1      | 3       |
| 6      | Україна   | 1      | 3      | 1      | 5       |
| 7      | Болгарія  | 1      | 2      | 3      | 6       |
| 8      | Греція    | 1      | 1      | 1      | 3       |
| 9      | Білорусь  | 1      | 0      | 4      | 5       |
| 10     | Молдова   | 1      | 0      | 0      | 1       |
| 10     | Чехія     | 1      | 0      | 0      | 1       |
| 12     | Швеція    | 0      | 2      | 0      | 2       |
| 13     | Франція   | 0      | 1      | 0      | 1       |
| 14     | Німеччина | 0      | 0      | 3      | 3       |
| 15     | Вірменія  | 0      | 0      | 2      | 2       |
| 15     | Румунія   | 0      | 0      | 2      | 2       |
| 17     | Норвегія  | 0      | 0      | 1      | 1       |
| Всього | Всього    | 22     | 22     | 22     | 66      |